# Beaumont-Hague
Beaumont-Hague [boˌmɔ̃ˈaɡ]  ist eine Ortschaft und eine ehemalige französische Gemeinde mit 1.467 Einwohnern (Stand: 1. Januar 2022) im Département Manche in der Region Normandie. Sie gehörte zum Arrondissement Cherbourg und zum Kanton La Hague. Die Einwohner werden Beaumontais genannt.
Mit Wirkung vom 1. Januar 2017 wurde die bisherige Gemeinde Beaumont-Hague mit den übrigen 18 Gemeinden der ehemaligen Communauté de communes de la Hague zu einer Commune nouvelle mit dem Namen La Hague zusammengeschlossen und verfügt in der neuen Gemeinde über den Status einer Commune déléguée. Der Verwaltungssitz befindet sich im Ort Beaumont-Hague.

## Lage
Beaumont-Hague liegt auf der Halbinsel Cotentin in der Landschaft La Hague.
Angrenzende Gemeinden waren Herqueville, Digulleville, Omonville-la-Rogue, Éculleville, Gréville-Hague, Branville-Hague, Sainte-Croix-Hague und Vauville.
|  |  |

## Geologie
Beaumont-Hague liegt im armorikanischen Massiv. Trilobiten können im Petit Beaumont gefunden werden.

## Geschichte
Das Gebiet gehörte der Familie von Argouges. Johanna von Frankreich gab dieses Land im Jahr 1505 an die Familie Jallot.

## Bevölkerungsentwicklung
| Jahr      | 1962 | 1968 | 1975 | 1982 | 1990 | 1999 | 2005 | 2015 |
| Einwohner | 474  | 1010 | 1005 | 1361 | 1714 | 1381 | 1295 | 1458 |

## Bauwerke
- Kirche Notre-Dame aus dem 15. Jahrhundert
- Château de Beaumont aus dem 16. Jahrhundert

## Gemeindepartnerschaften
Seit 1989 war Beaumont-Hague mit der nicht weit entfernten Insel Alderney (27 km Luftlinie) im Ärmelkanal verschwistert.